# Harry Waters
Harry Waters (* 16. listopadu 1976) je britský hráč na klávesové nástroje (piano a Hammondovy varhany) věnující se především jazzu. Je synem Rogera Waterse, dřívějšího člena rockové skupiny Pink Floyd, na jehož některých sólových turné se také podílel – In the Flesh, The Dark Side of the Moon Live a The Wall Live.
Jeho hlas je slyšet na začátku skladby „Goodbye Blue Sky“ alba The Wall (1979), kde říká „Look, mummy, there's an aeroplane up in the sky.“
V rámci své jazzové dráhy již mnohokrát navštívil Českou a Slovenskou republiku, kde odehrál několik turné po boku své britské kapely i českých muzikantů.
V roce 2015 se podílel na albu Like a Puppet Show herce Johna Malkoviche.

## Diskografie
- Harry Waters Band (2008)